# Gabriel Ameka
Gabriel Komla Ameka, né en 1958 à Anfoega (Région de la Volta, Ghana), est un botaniste et universitaire ghanéen, spécialiste des plantes aquatiques, particulièrement des espèces rhéophytes et des macroalgues marines d'Afrique de l'Ouest.

## Biographie
Formé à l'Université du Ghana, où il obtient son Ph.D en 2001, avec une thèse intitulée The Biology, Taxonomy and Ecology of the Podostemaceae in Ghana.
Enseignant dans cette même université depuis 1988, il y est nommé professeur en 2010.
Il a également dirigé l'Herbier national du Ghana entre 2004 et 2006.